# 718-й отдельный учебный автомобильный батальон
718-й отдельный учебный автомобильный батальон (укр. 718-й окремий навчальний автомобільний батальйон) — учебный полк Сухопутных войск Вооружённых сил Украины (В/Ч А3838). Входит в состав 169-го учебного центра Сухопутных войск Вооружённых сил Украины.

## История
718-й отдельный учебный автомобильный батальон был создан 8 декабря 1942 года как 7-я отдельная гвардейская воздушно-автомобильная рота подвоза 5-й гвардейской воздушно-десантной дивизии.
Согласно директиве Генерального штаба Советской Армии от 13 июня 1945 года, на базе роты образована 825-я отдельная автомобильная рота подвоза 112-й гвардейской стрелковой дивизии. 24 сентября 1953 года роту переформировали в 123-ю отдельную автотранспортную роту, а директивой командующего войсками Киевского военного округа от 14 октября 1967 года на базе роты создан 718-й отдельный учебный автомобильный батальон. С переводом учебной танковой дивизии на штат 169-го учебного центра подготовки младших специалистов танковых войск батальон вошёл в его состав.

## Символика
Нарукавная эмблема полка представляет собой щит, разделённый крестом на четыре поля. Чёрный цвет щита нарукавной эмблемы батальона является традиционным для автомобильных войск. В центре щита изображение орла с развёрнутыми крыльями золотого (жёлтого) цвета, орёл сидит на автомобильной полуоси золотого (жёлтого) цвета, на фоне раскрытой книги серебряного (белого) цвета. Орёл и автомобильная полуось свидетельствуют о принадлежности части к автомобильным войскам, так как основная задача подразделения — подготовка младших специалистов для этого рода войск. Сочетание орла и автомобильной оси применялось ранее на неофициальной эмблеме части. Надпись укр. «Вчимо майстерності» рус. «Учим мастерству» — девиз батальона.